# Cremastus nevadensis
Cremastus nevadensis là một loài tò vò trong họ Ichneumonidae.